# Guadalupe Villalba
Guadalupe Villalba (* 24. Juni 2000) ist eine paraguayische Handballspielerin.

## Hallenhandball
Guadalupe Villalba spielt für den Verein Club Cerro Porteño in Asunción. Ihre Position ist Rückraum Mitte.

## Beachhandball
Ihre bislang größeren Erfolge erreichte Villalba bislang vor allem im Beachhandball.

### Juniorinnen
Villalba gehörte zum Aufgebot Paraguays bei den Panamerikanischen Meisterschaften 2017 der U-17-Juniorinnen. Nach einer Niederlage gegen Venezuela und einem Sieg über Kolumbien folgte eine weitere Niederlage gegen den späteren Sieger Argentinien und ein Sieg über Uruguay. Das letzte Vorrundenspiel gegen Brasilien wurde erst im Shootout verloren. Dennoch qualifizierte sich Paraguay für das Halbfinale gegen Argentinien, das dieses Mal erst im Shootout verloren wurde. Damit musste Paraguay ins kleine Finale. Hier gewann Villalba mit ihrer Mannschaft die Bronzemedaille. Zudem wurde sie als beste Defensivspielerin des Turniers ausgezeichnet. Mit dem Erfolg konnte sich die Mannschaft für die erstmals ausgetragenen Juniorenweltmeisterschaften 2017 in Flic-en-Flac auf Mauritius qualifizieren. Dort verlor die Mannschaft ohne sie alle drei Vorrundenspiele gegen die Spitzenmannschaften Argentinien, Ungarn und Kroatien und nahm daraufhin nur noch an der Qualifizierungsrunde teil. Hier wurden Australien und Mauritius geschlagen. Bei den weiteren Platzierungsspielen wurde zunächst Amerikanisch-Samoa besiegt, anschließend gegen Kolumbien und Kroatien verloren. Am Ende platzierte sich Paraguay auf den elften von 14 Rängen. Da Argentinien aber Gastgeber der Olympischen Jugend-Sommerspiele 2018 war und Brasilien die Teilnahme an der Junioren-WM abgesagt hatte, erkämpfte sich Paraguay dennoch einen der beiden Startplätze für Südamerika neben Kolumbien.

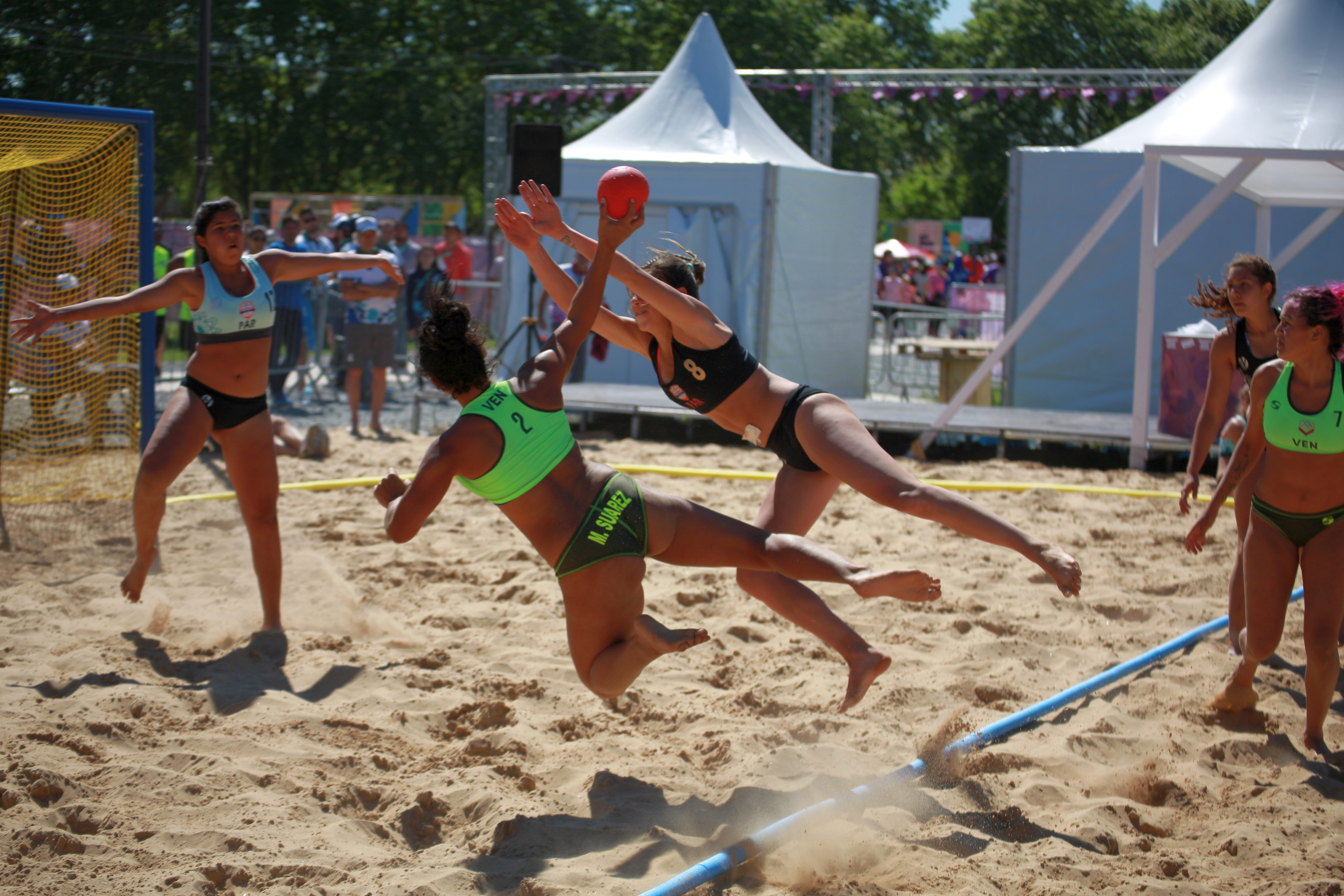
Villalba (#8) wirft sich im Hauptrundenspiel gegen Venezuela in einen Wurf von Miraidy Suárez (#2); im Tor Jeanine Sánchez

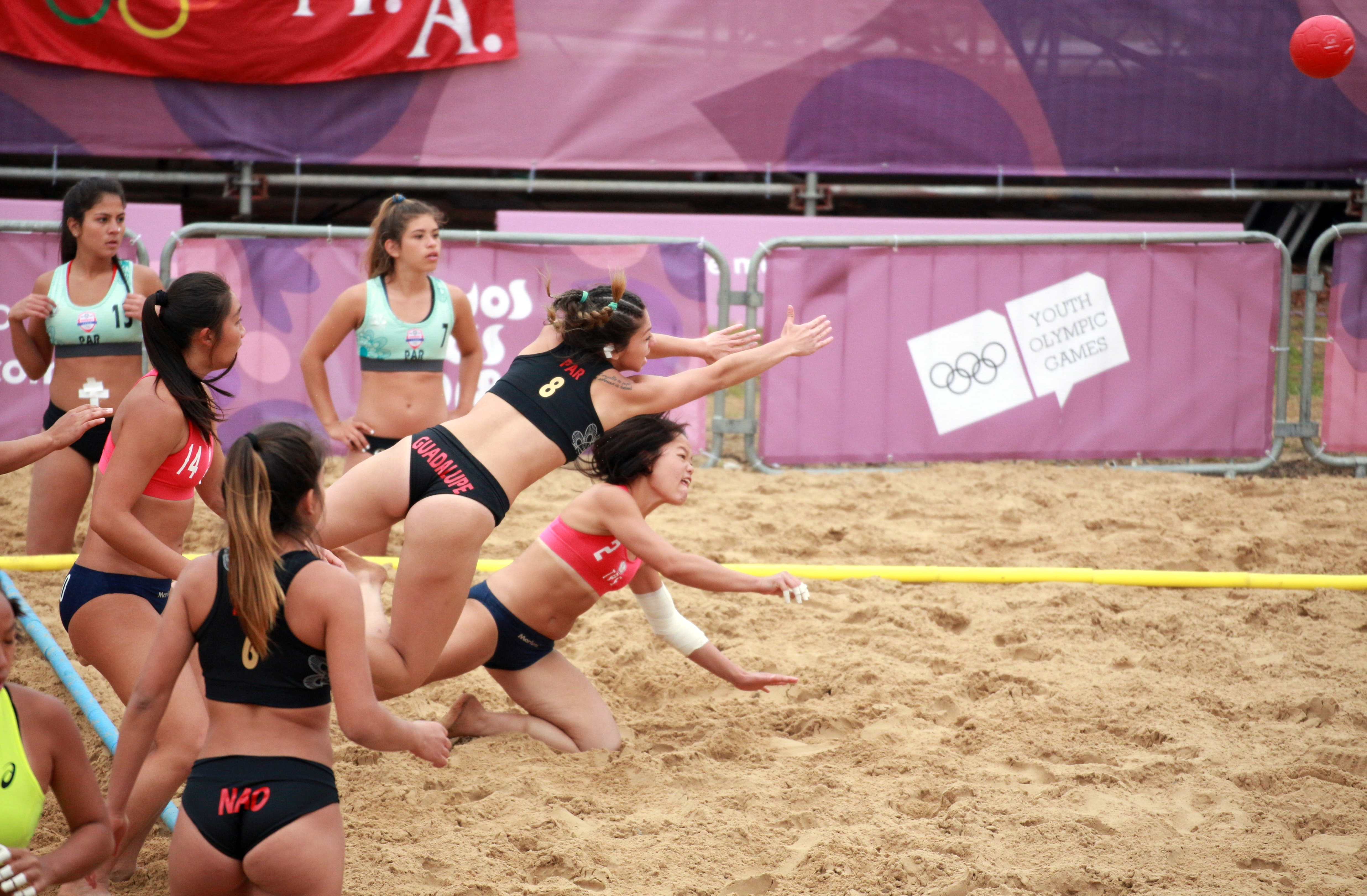
Villalba (#8) springt in einen Wurfversuch der Taiwanerin Lin Pin-chun (#2) im Spiel um Platz fünf bei den Olympischen Jugendspielen. Die Taiwanerin Chao Yu-chen (#14) sowie ihre Mitspielerinnen Naomi Gueyraud (#6) sowie Verónica Miranda (#7) und Sofía Ugarriza können nur noch zusehen.

Die Bedeutung der Jugendspiele für Paraguay wird darin deutlich, dass die Sportler vor den Spielen zu einem Besuch beim Staatspräsidenten und der Regierung empfangen wurden. In Buenos Aires war Beachhandball erstmals olympisch. Villalba war nicht nur Spielführerin ihrer Mannschaft, sondern auch eine der besonders auffälligen Spielerinnen ihres Teams in der Abwehr. Paraguay spielte ein insgesamt recht gutes Turnier. Nach einem schwachen Turnierbeginn gegen die Niederlande, wobei im zweiten Satz ganze zwei Punkte Paraguays erzielt wurden, sowie einer klaren Niederlage gegen die Gastgeberinnen aus Argentinien, bei der Villalba wie auch im Auftaktspiel unauffällig spielte und ohne Tore oder Assists blieb, konnte sich die Mannschaft von da an steigern. Im dritten Spiel, gegen Hongkong, gab es einen deutlichen Zweisatzsieg. Villalba gelangen drei Balleroberungen und ein Block, für eine Beachhandball-Defensivspielerin sehr ordentliche Werte. Es folgte ein 2-1-Sieg über die Türkei. Im Shootout des Spiels erzielte sie zwei ihrer nur vier Punkte im Verlauf des Turniers. Zudem gelangen ihr wieder zwei Blocks, doch verursachte sie auch einen Strafwurf. Durch den abschließenden 2-1-Sieg über Venezuela qualifizierte sich Paraguay für die Hauptrunde. Villalba erzielte erneut als erste Spielerin des Shootouts ihre zwei anderen Turniertore und war wie auch beim Shootout zuvor eine der Torhüterinnen dieses speziellen Spielabschnittes. Das erste Hauptrundenspiel gegen Ungarn wurde klar verloren. Bei der Niederlage gegen Chinesisch Taipeh (Taiwan) verursachte sie zwei gegnerische Strafwürfe und erhielt ihre einzige Zeitstrafe im Turnierverlauf. Auch gegen Kroatien wurde in zwei hart umkämpften Sätzen verloren. Am Ende war die Mannschaft von Paraguay punktgleich mit Chinesisch Taipeh Punktletzte in der Hauptrundentabelle, lag aber aufgrund des verlorenen direkten Vergleichs dahinter. Beide Teams verpassten damit die Halbfinals und spielten im direkten Duell um den fünften Platz. Dieses Mal gewann Paraguay das Spiel deutlich und dominierte vor allem im ersten Satz. Villalba zeigte noch einmal die ganze Bandbreite einer Defensivspielerin. Neben einem Assist, zwei Balleroberungen und einem geblockten Wurf verursachte sie auch wieder einen Strafwurf.

### Frauen
Im Alter von nur 17 Jahren wurde Villalba im März 2018 wie auch ihre späteren Mitstreiterinnen in Buenos Aires, Sofía Ugarriza und Alma Brítez, für die Panamerikameisterschaften berufen. In der Vorrunde konnten die Mannschaften aus Trinidad und Tobago (2-0) und Mexiko (2-0) geschlagen werden, gegen Uruguay gab es eine 1-2-Niederlage. Im Viertelfinale wurde die Vertretung der Vereinigten Staaten mit 2-1 geschlagen. Im Halbfinale erwies sich die Weltklassemannschaft Brasiliens als zu stark (0-2). Im Spiel um die Bronzemedaille traf Paraguay erneut auf Mexiko und gewann erneut, dieses Mal mit 2-1. Damit hatte sich die Mannschaft für die Weltmeisterschaften in Kasan qualifiziert.
In Russland gewann Paraguay zunächst das Auftaktspiel gegen Australien mit 2-0 Sätzen, wobei beide Durchgänge jeweils nur mit einem Punkt Vorsprung gewonnen wurden. Es folgte eine sehr deutliche Niederlage gegen Spanien und ein sehr ausgeglichenes Spiel gegen den späteren Weltmeister Griechenland, das erst im Shootout verloren wurde. Als Dritte der Gruppe qualifizierte sich das Team für die Hauptrunde. Alle drei nun folgenden Spiele gingen ins Shootout. Zunächst gab es einen Sieg gegen Polen. Danach folgten eine Niederlage gegen Uruguay und ein hart umkämpfter Sieg gegen Taiwan. Als Viertplatziertes von sechs Teams konnte sich Paraguay damit für die Viertelfinals qualifizieren. Im Viertelfinale traf man auf den amtierenden Vizeweltmeister und dreifachen Weltmeister Brasilien, gegen den es eine deutliche Niederlage gab. Auch die beiden übrigen Platzierungsspiele gegen Polen und Russland wurden verloren. In der Endabrechnung wurde Villalba mit Paraguay Achte.

## Erfolge
Beachhandball-Weltmeisterschaften
- 2018: Achte

Beachhandball-Panamerikameisterschaften
- 2018: Bronzemedaille

Olympische Jugendspiele
- 2018: Fünfte

Beachhandball-Junioren-Panamerikameisterschaften
- 2017: Bronze (U17)

## Einzelbelege
1. ↑  Paraguay, al Mundial U17 - Deportes - ABC Color. Abgerufen am 19. August 2020 (spanisch).
2. ↑  Panamericano Juvenil Beach M/F – Asunción, Paraguay 2017 | Torneos – Handball Argentina. Abgerufen am 20. August 2020 (spanisch).
3. ↑  A. D. N. Paraguayo: Selección de hándbol rumbo a Islas Mauricio. In: ADN Paraguayo. 10. Juli 2017, abgerufen am 20. August 2020.
4. ↑  A. D. N. Paraguayo: Albirroja de Hándbol se despidió del Mundial U17. In: ADN Paraguayo. 13. Juli 2017, abgerufen am 20. August 2020.
5. ↑  Autoridades nacionales respaldan a jóvenes deportistas (Memento vom 2. Oktober 2018 im Internet Archive)
6. ↑  2018 Summer Youth Olympics Official Result Book Beach handball
7. ↑  Paraguay logra tercer triunfo. Abgerufen am 20. August 2020 (europäisches Spanisch).
8. ↑  Mundial y bronce para el hándbol femenino de playa. Abgerufen am 19. August 2020 (europäisches Spanisch).
9. ↑  Mundial y bronce para el hándbol femenino de playa. Abgerufen am 19. August 2020 (europäisches Spanisch).
10. ↑  HOY / Paraguay está entre los mejores ocho del mundo. Abgerufen am 20. August 2020 (spanisch).
11. ↑  Paraguay cae ante Brasil y Polonia en Mundial de Kazan. Abgerufen am 20. August 2020 (spanisch).
12. ↑  Paraguay se mete entre las ocho mejores del Mundial. Abgerufen am 19. August 2020 (europäisches Spanisch).
13. ↑  Paraguay va por la semis. Abgerufen am 19. August 2020 (europäisches Spanisch).

| Personendaten    | Personendaten                   |
| ---------------- | ------------------------------- |
| NAME             | Villalba, Guadalupe             |
| KURZBESCHREIBUNG | paraguayische Handballspielerin |
| GEBURTSDATUM     | 24. Juni 2000                   |